# Echinometridae
Echinometridae é uma família de equinodermes da classe Echinoidea, caracterizados pela presenla de tubérculos não perfurados e placas ambulacrárias compostas.

## Géneros
A família Echinometridae inclui os seguintes géneros:
- Caenocentrotus H.L. Clark, 1912
- Colobocentrotus Brandt, 1835
- Echinometra Gray, 1825
- Echinostrephus A. Agassiz, 1863
- Evechinus Verrill, 1871
- Heliocidaris L. Agassiz & Desor, 1846
- Heterocentrotus Brandt, 1835
- Selenechinus de Meijere, 1904
- Zenocentrotus A.H. Clark, 1932 [1]

Utilizando a base de dados taxonómicos Catalogue of Life é possível elaborar o seguinte cladograma:
| Echinometridae | \| \| Anthocidaris \| \| \| \| \| \| Colobocentrotus \| \| \| \| \| \| Echinometra \| \| \| \| \| \| Evechinus \| \| \| \| \| \| Heliocidaris \| \| \| \| \| \| Heterocentrotus \| \| \| \| |
|                | \| \| Anthocidaris \| \| \| \| \| \| Colobocentrotus \| \| \| \| \| \| Echinometra \| \| \| \| \| \| Evechinus \| \| \| \| \| \| Heliocidaris \| \| \| \| \| \| Heterocentrotus \| \| \| \| |
|                | Echinidae |
|                | |
|                | Strongylocentrotidae |
|                | |
|                | Anthocidaris |
|                | |
|                | Colobocentrotus |
|                | |
|                | Echinometra |
|                | |
|                | Evechinus |
|                | |
|                | Heliocidaris |
|                | |
|                | Heterocentrotus |
|                | |

|  | Anthocidaris    |
|  |                 |
|  | Colobocentrotus |
|  |                 |
|  | Echinometra     |
|  |                 |
|  | Evechinus       |
|  |                 |
|  | Heliocidaris    |
|  |                 |
|  | Heterocentrotus |
|  |                 |

## Galeria

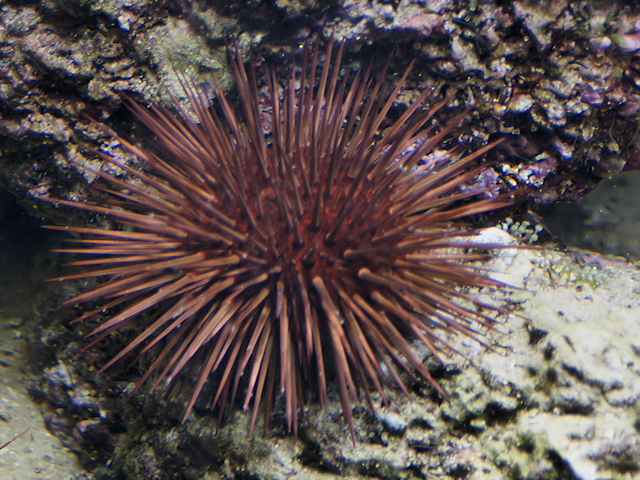
Echinometra lucunter
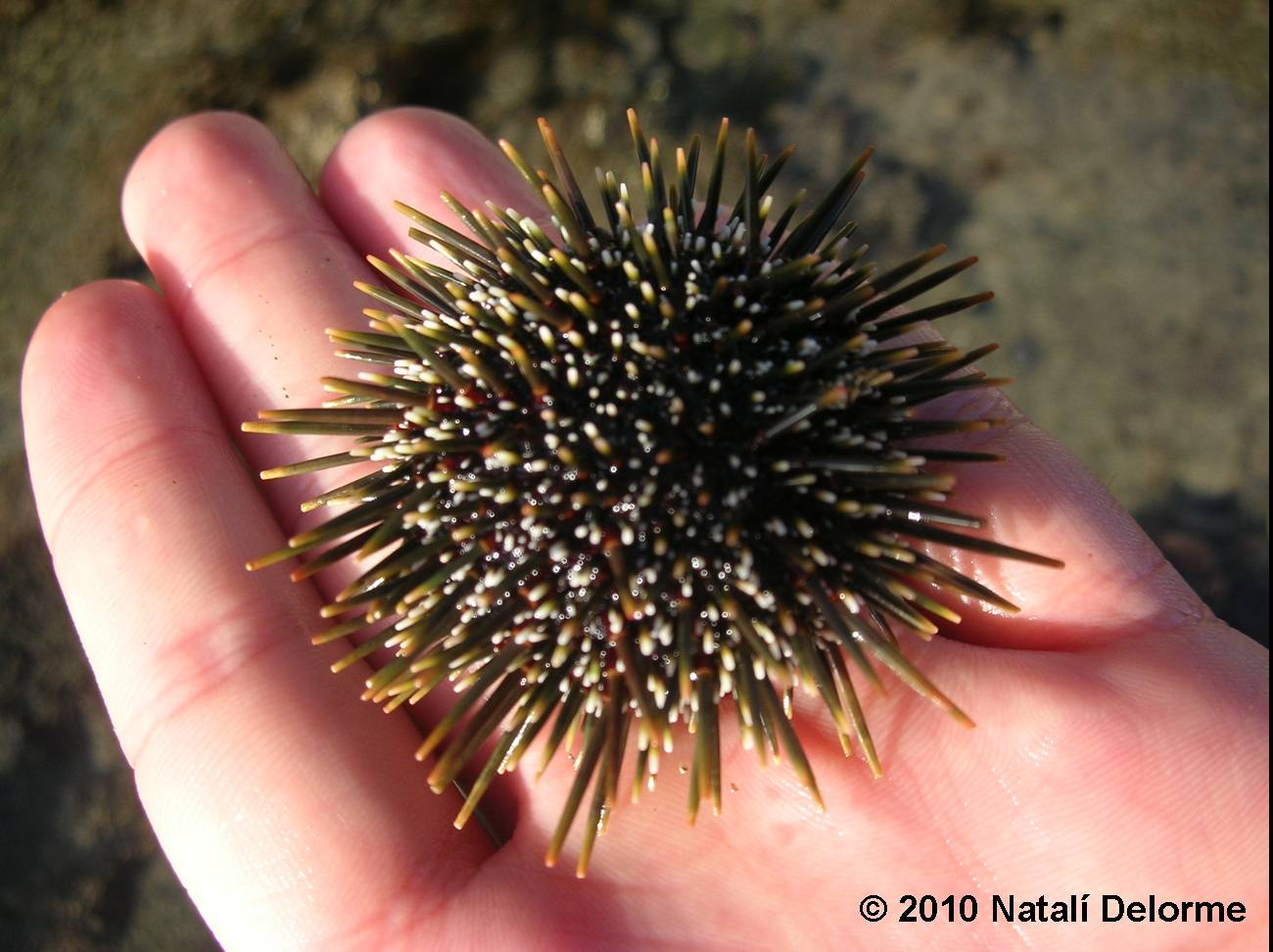
Evechinus chloroticus
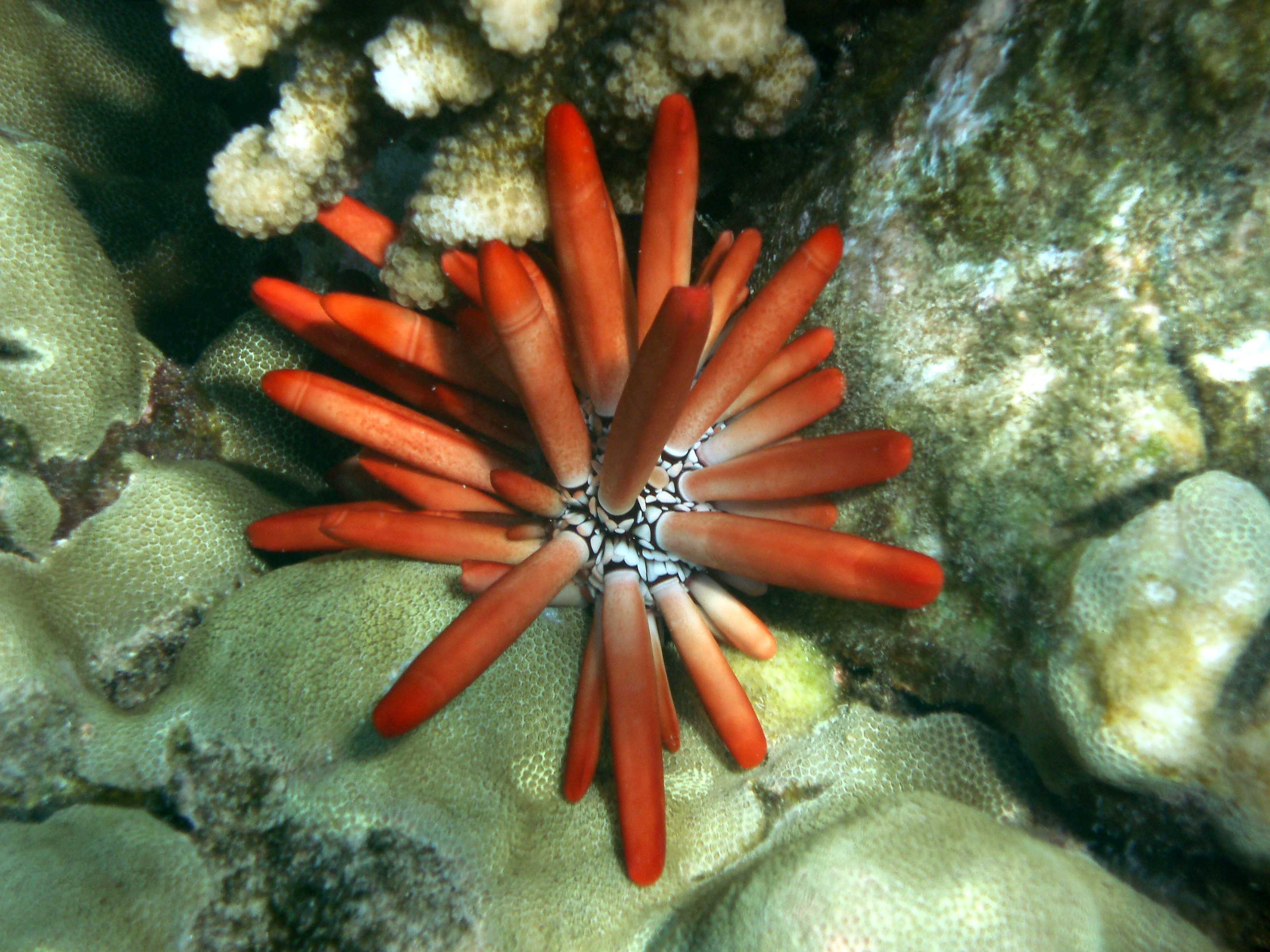
Heterocentrotus mammillatus
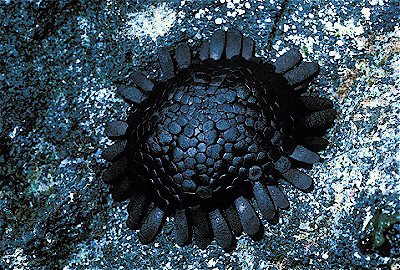
Colobocentrotus atratus